# Château de Longas
Le château de Longas est un château français en ruines situé dans la commune de Sainte-Foy-de-Longas dans l'arrondissement de Bergerac en Dordogne.
il fait l'objet d'une protection au titre des monuments historiques.

## Localisation
Le château de Longas est situé dans le nord-est du Bergeracois, à plus d'un kilomètre au nord-est du bourg de Sainte-Foy-de-Longas.

## Historique
À l'origine, le château de Longas était un repaire noble (Longacum) qui a été donné en 1156 à l'abbaye de Cadouin.
Le château actuel est bâti au XVe et XVIe siècles. Sa partie occidentale est à l'état de ruines mais une partie orientale du logis et la tour d'escalier sont habitables.
Ses ruines sont inscrites au titre des monuments historiques le 6 décembre 1948.